# Переулок Хользунова
Переу́лок Хользуно́ва — улица в центре Москвы в Хамовниках между Комсомольским проспектом и Большой Пироговской улицей. На углу переулка Хользунова и Комсомольского проспекта расположена станция метро «Фрунзенская», а на пересечении с Оболенским переулком — здание Главной военной прокуратуры.

## Происхождение названия

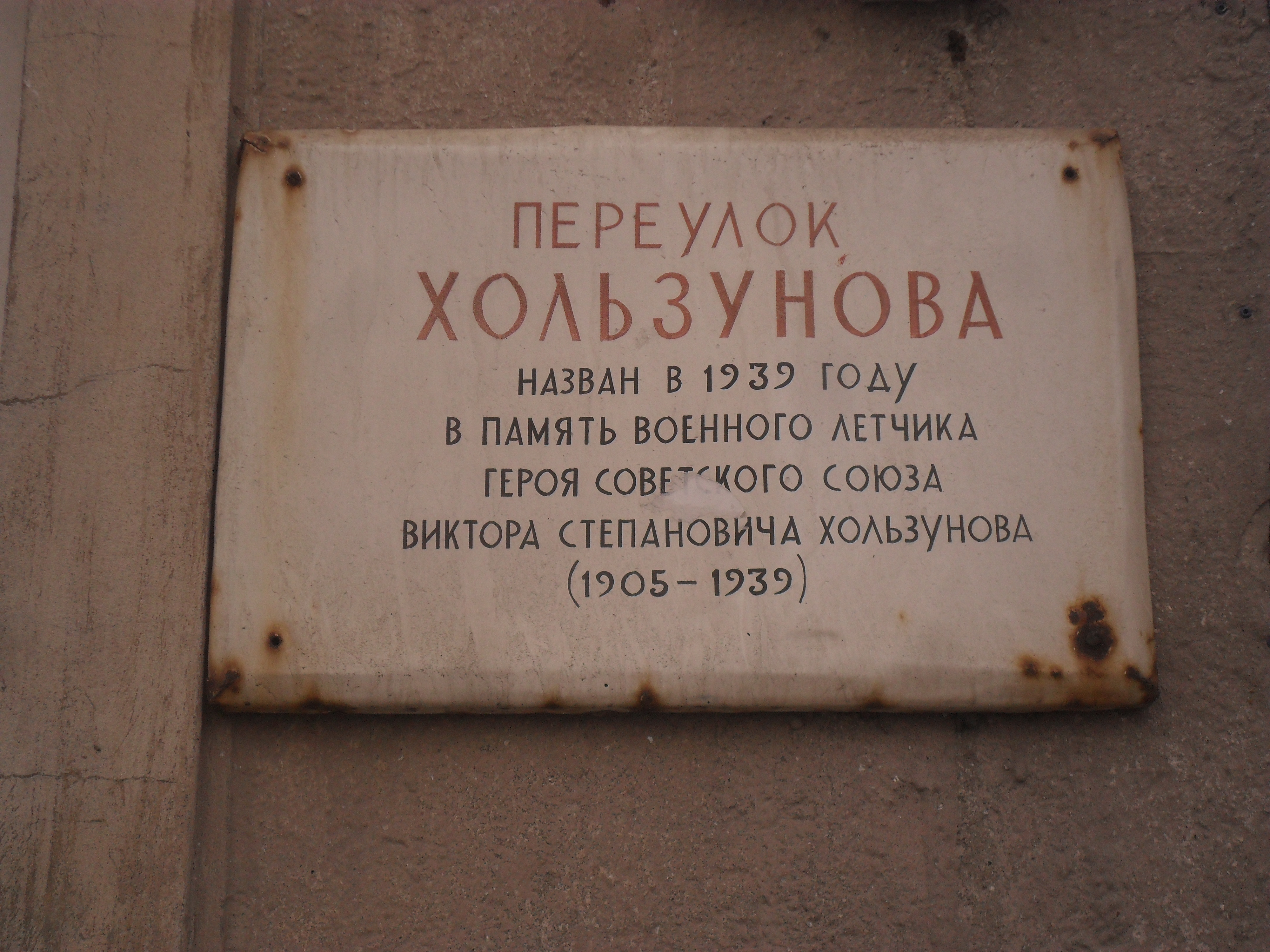
Аннотационная доска в переулке Хользунова.

Раннее название Большой Трубецкой переулок было дано по существовавшей здесь обширной усадьбе князей Трубецких, по которой названа соседняя Трубецкая улица. В 1939 году переименован в переулок имени В. С. Хользунова в память о Герое Советского Союза лётчике Викторе Степановиче Хользунове (1905—1939), который отличился в воздушных боях в Испании и погиб в 1939 году. В 1957 году к переулку присоединён 2-й Архивный переулок, называвшийся по расположению при комплексе зданий архивов (сохранился 1-й Архивный переулок), после чего была изменена и форма названия — переулок Хользунова.

## Описание
Переулок Хользунова начинается от Комсомольского проспекта, здесь в правом боковом фасаде Дворца Молодёжи, расположен единственный выход станции метро «Фрунзенская». Переулок проходит на северо-запад, оставляя слева парк Усадьба Трубецких в Хамовниках, справа на него выходит Несвижский переулок, сразу за парком справа на него выходит Оболенский переулок, а слева Усачёва улица, затем он пересекает Малую Пироговскую улицу и заканчивается на Большой Пироговской.

## Примечательные здания и сооружения
По нечётной стороне:
- № 3 — Хамовнический морг города Москвы;
- № 7 — Анатомический театр Московских Высших Женских Курсов (1907, архитектор Соколов А.Н.) [2]  c 1918  Медицинского Факультета 2-го Московского Государственного Университета, с 1930 Анатомический корпус  2-го Московского Государственного Медицинского Института, с 1963 Анатомический корпус и кафедра биохимии Медико-Биологического Факультета 2-го Московского Государственного Медицинского Института ныне Российского национального исследовательского медицинского университета имени Н. И. Пирогова.  Объект культурного наследия регионального значения входит в "Ансамбль Московских Высших Женских Курсов" вместе с примыкающим к зданию аудиторного корпуса Московских Высших Женских Курсов (архитектор С. У. Соловьёв, по адресу Малая Пироговская улица № 1А строение 3)  и примыкающим по южной стороне Институтом судебной медицины ныне Бюро судебно-медицинской экспертизы Департамента здравоохранения г. Москвы, Танатологические отделения: № 2;

По чётной стороне:
- № 6 — жилой дом. Здесь жили советские государственные и партийные деятели: Председатель Совета Министров СССР в 1980—1985 годах Н. А. Тихонов[3], министр высшего и среднего специального образования СССР В. П. Елютин[4]; в 1988—2010 годах — хирург, академик В. Д. Фёдоров[5], первый секретарь ЦК Компартии Украины в 1949–1953 годах Л. Г. Мельников.
- № 8 — начальная Школа № 57, бывшая школа № 40; Вокальная школа постановки голоса академического и эстрадного пения № 96;
- № 10 — жилой дом с мемориальной табличкой академика А. В. Сидоренко;
- № 14 — Классическая     мужская гимназия № 8 имени Григория Шелапутина[6]  с церковью Святого Григория Богослова во дворе (1899—1901, архитектор Р. И. Клейн). Позднее — Педагогический институт имени П. Г. Шелапутина),  с 1936 года Академия Генерального штаба, с 1988 — Главная военная прокуратура и Главное военное следственное управление Следственного комитета РФ. На здании установлены мемориальные доски П.Г. Шелапутину (на ограде), М.В Захарову, Л.А. Говорову и А.А Гречко[7];
- № 16 — Здание Педагогического института имени П. Г. Шелапутина и реального училища имени Анатолия Шелапутина[8] было построено в 1911 по проекту архитектора Р. И. Клейна на территории примыкающей к ранее построенному зданию мужской гимназии имени Григория Шелапутина. В 1936 году это здание и соседнее здание мужской гимназии передали под размещение Академии Генерального штаба Красной армии. C 1988 года здесь размещена Главная военная прокуратура. Перед зданием в 2018 году  установлен монумент «Военным прокурорам и следователям Великой Отечественной войны 1941–1945 гг.»;
- № 18/19  — Здание построено в 1931 году для Академии коммунистического воспитания им. Н.К.Крупской. В 1936 г. было передано на баланс Народного комиссариата обороны и до 1964 года предоставлялось  для проживания преподавательского и слушательского составов Академии Генерального штаба и их семей. В разное время в  этом доме жили  И.Х. Баграмян и Л.А. Говоров, И.А. Плиев, А.В. Сухомлин и Ф.П. Озеров, А.В. Благодатов, погибшие во время войны С.И. Любарский, Д.И. Аверкин, Г.Д. Стельмах, А.В. Кукушкин, Д.Д. Калашников, Н.А. Оганесян, М.А. Усенко,  И.Д. Беценко и многие другие. Жили в этом доме Герои Советского Союза полковники П.А. Плотников (дважды Герой) и П.Д. Климов. Жили здесь и военачальники ставшие в годы ВОВ руководителями  Русской Освободительной Армии Ф.И. Трухин и В.Ф. Малышкин и, возможно, сам А.А. Власов[9] . В настоящее время в здании находится штаб Дальней Авиации (в/ч 44402).